# William James Clench
William James Clench est un  conchyliologiste américain, professeur à l'université Harvard, né le 24 octobre 1887 à Brooklyn et mort le 22 février 1984.

## Biographie

## Sources
- (en) Eddie Dry, William J. Baerg (1885–1980)
- William B. Peck (1980). W. J. Baerg, 1885-1980, The Journal of Arachnology, 9 : 115-116 (on y trouve la liste des publications arachnologiques de Baerg)